# Лімфопроліферативні захворювання
Лімфопроліферативні захворювання - гетерогенна група злоякісних новоутворень лімфатичної системи, де субстратом виступають В- та Т-лімфоцити, які знаходяться на різних етапах диференціації. Клінічно захворювання супроводжуються збільшенням лімфатичних вузлів та інших лімфоїдних органів, ураженням кісткового мозку. Захворювання суттєво відрізняються між собою за клінічними проявами, морфологічними особливостями, відповіддю на терапію та прогнозом.

## Класифікація лімфоїдних новоутворень ВООЗ (2008)

#### Пухлини зі зрілих (периферичних) В-клітин
- Хронічний лімфолейкоз/лімфома з малих лімфоцитів
- В-клітинний пролімфоцитарний лейкоз
- В-клітинна лімфома маргінальної зони селезінки
- Волосатоклітинний лейкоз
- Лімфома з ураженням селезінки, некласифікована

- дифузна дрібноклітинна В-клітинна лімфома червоної пульпи селезінки
- варіант волосатоклітинного лейкозу
- Лімфоплазмоцитарна лімфома
- Макроглобулінемія Вальденстрема

- Хвороби важких ланцюгів - хвороба α-важких ланцюгів

- хвороба γ-важких ланцюгів
- хвороба μ-важких ланцюгів
- Плазмоклітинна мієлома
- Солітарна кісткова плазмоцитома
- Позакісткова плазмоцитома
- Екстранодальна В-клітинна лімфома маргінальної зони MALT-типу
- Нодальна В-клітинна лімфома маргінальної зони
- Нодальна В-клітинна лімфома маргінальної зони дитячого віку
- Фолікулярна лімфома
- Фолікулярна лімфома дитячого віку
- Первинна лімфома із ураженням фолікулярних центрів шкіри
- Мантійноклітинна лімфома
- Дифузна В-великоклітинна лімфома

- В-великоклітинна лімфома, багата Т-клітинами/гістіоцитами
- первинна В-великоклітинна лімфома ЦНС
- первинна шкірна В-великоклітинна лімфома з локалізацією на нижніх кінцівках (leg type)
- ЕВV 5 дифузна В-великоклітинна лімфома людей похилого віку
- Дифузна В-великоклітинна лімфома асоційована з хронічним запаленням
- Лімфоїдний гранулематоз
- В-великоклітинна лімфома середостіння
- Інтраваскулярна В-великоклітинна лімфома
- ALK + В-великоклітинна лімфома
- Плазмобластна лімфома
- В-великоклітинна лімфома, що виникає при ННV8-асоційованій мультицентричній хворобі Кастлмана
- Первинна лімфома ексудатів
- Лімфома Беркіта
- Некласифікована В-клітинна лімфома з ознаками, проміжними між дифузною В-великоклітинною лімфомою та лімфомою Беркіта
- Некласифікована В-клітинна лімфома з ознаками, проміжними між дифузною В-великоклітинною лімфомою та класичною лімфомою Ходжкіна

#### Пухлини з Т-клітин та NK-клітин
- Т-клітинний пролімфоцитарний лейкоз
- Т-великоклітинний лімфолейкоз із грануловмісних клітин
- Агресивний NK-лейкоз
- Системне EBV+ Т-лімфопроліферативне захворювання дитячого віку
- Гідроа оспеновидноподібна лімфома
- Т-клітинна лімфома/лейкоз дорослих (HTLV1+)
- Екстранодальна NК-/Т-клітинна лімфома, назальний тип
- Т-клітинна лімфома, асоційована з ентеропатією
- Гепатоспленічна Т-клітинна лімфома Підшкірна панікулоподібна
- Т-клітинна лімфома
- Грибоподібний мікоз
- Синдром Сезарі
- Первинне шкірне CD30+ Т-клітинне лімфопроліферативне захворювання

- Лімфоматоїдний папульоз 
- Первинна шкірна анапластична великоклітинна лімфома 
- Первинна шкірна γ/δ Т-клітинна лімфома
- Первинна шкірна CD8+ агресивна епідермотропна цитотоксична Т-клітинна лімфома
- Первинна шкірна CD4+ дрібноклітинна/середньоклітинна Т-клітинна лімфома
- Периферична Т-клітинна лімфома, некласифікована
- Ангіоімунобластна Т-клітинна лімфома
- Анапластична АLK+ великоклітинна лімфома
- Анапластична АLK- великоклітинна лімфома

#### Лімфома Ходжкіна
- Нодулярна лімфома з переважанням лімфоцитів
- Класична лімфома Ходжкіна

- Нодулярний склероз 
- Багата лімфоцитами 
- Змішано-клітинний тип 
- Лімфоїдного виснаження